# Weitmar
Weitmar ist ein Stadtteil von Bochum, der südlich der Innenstadt liegt und an die Stadtteile Linden, Eppendorf, Höntrop, Westenfeld, Hamme, Wiemelhausen und Stiepel grenzt.

## Geschichte
Weitmar wurde erstmals um 1000 als Uuedmeri im Urbar der Reichsabtei Werden erwähnt. In ihm wird im späten 11. Jahrhundert auch ein Lehen des Tiezo de Uuetmere erwähnt. Im Jahr 1027 wird der Ort urkundlich Wetmare genannt, um 1150 Weitmere, 1389 Wetmar, 1664 Wethmar und ab 1841 mit dem heutigen Ortsnamen Weitmar.
Weitmar gehörte im Spätmittelalter und der Frühen Neuzeit mit eigener Bauerschaft (Weytmar) im Niederamt Bochum zur Grafschaft Mark. Laut dem Schatzbuch der Grafschaft Mark von 1486 hatten die 20 Steuerpflichtigen Hofbesitzer der Bauerschaft zwischen 1 oirt und 6 Goldgulden an Abgabe zu leisten. Darunter Henrick Hesinck mit 6 Goldgulden Abgabe an das Stift Essen. Im Jahr 1705 waren in der Baurschafft Wetsmar 23 Steuerpflichtige mit Abgaben an die Rentei Mittelamt Bochum im Kataster verzeichnet. Zur Bauerschaft Weitmar gehörten auch Brantrop, Bärendorf, Nevel und Varenholte.
Prägend für die Geschichte des Ortes war der Adelssitz Haus Weitmar und die jeweilige Adelsfamilie. Während der Reformation wurde die Kirche 1543 evangelisch und Eigentum der lutherischen Kirchengemeinde. Mit der Ruine gibt es hier eines der frühesten Zeugnisse der Reformation auf Bochumer Gebiet. Der Ortsteil Bärendorf besaß ein eigenes Rittergut (Haus Bärendorf), von dem jedoch nichts mehr vorzufinden ist.

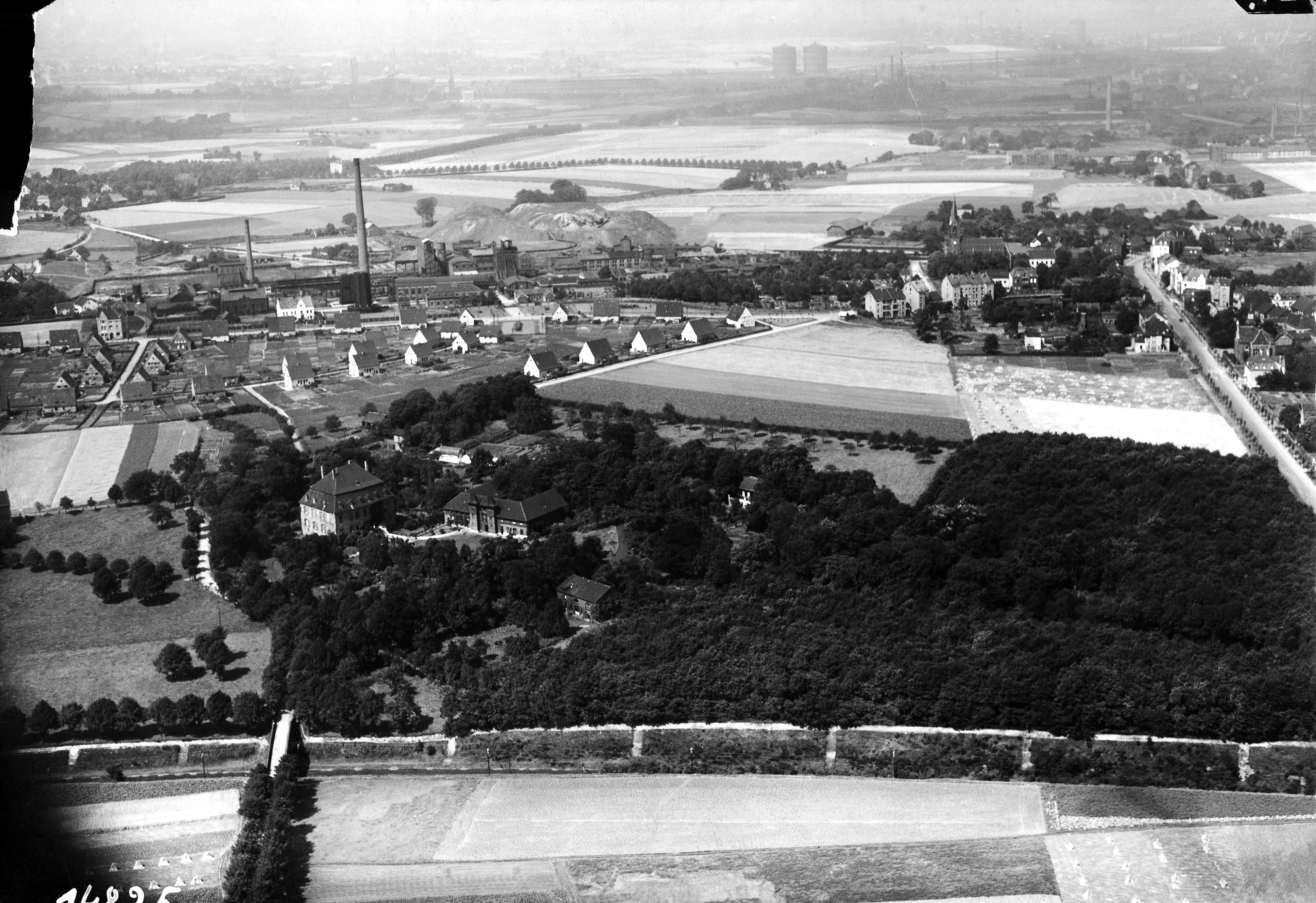
Luftbild von Bochum-Weitmar mit Haus Weitmar, dem Schlosspark und der Zeche General, um 1926

Auf dem Gebiet von Stiepel und Weitmar begann der ab 1766 Gahlener Kohlenweg. Er diente dem Kohletransport von den Ruhr-Bergwerken zu den Verladestationen an der Lippe und war eine der ersten befestigten Überlandstraßen im späteren Ruhrgebiet. Die Namensgebung der Kohlenstraße erinnert noch heute daran. Einige Jahrzehnte später um 1830 begann der Bau einer Kunststraße von der Hattinger Ruhrbrücke bis Weitmar. Sie wurde 1839 vom Staat übernommen und in chausseemäßigen Stand gesetzt, und die Weiterführung in Richtung Bochum wurde geplant.
Auch in Weitmar wurde das Ortsbild ab Mitte des 19. Jahrhunderts durch die Industrialisierung und den Ruhrbergbau verändert. Südlich des Schlossparks wurde, teils auf alten Schleppbahntrassen, die Eisenbahnverbindung zwischen Dahlhausen und dem Bahnhof Weitmar, errichtet, welche ab 1870 in Betrieb ging. Westlich wurde ab 1873 die Zeche General errichtet. Schon vorher wurden von Friedrich von Bersworth-Wallrabe unter den eigenen Ländereien von 1832 bis 1849 erste Schürfungen und die Mutung betrieben. Dies auch um zu verhindern, dass andere Bergbaubetriebe dort abbauen. Dies gründete sich in dem Betrieb der Zeche Flora.

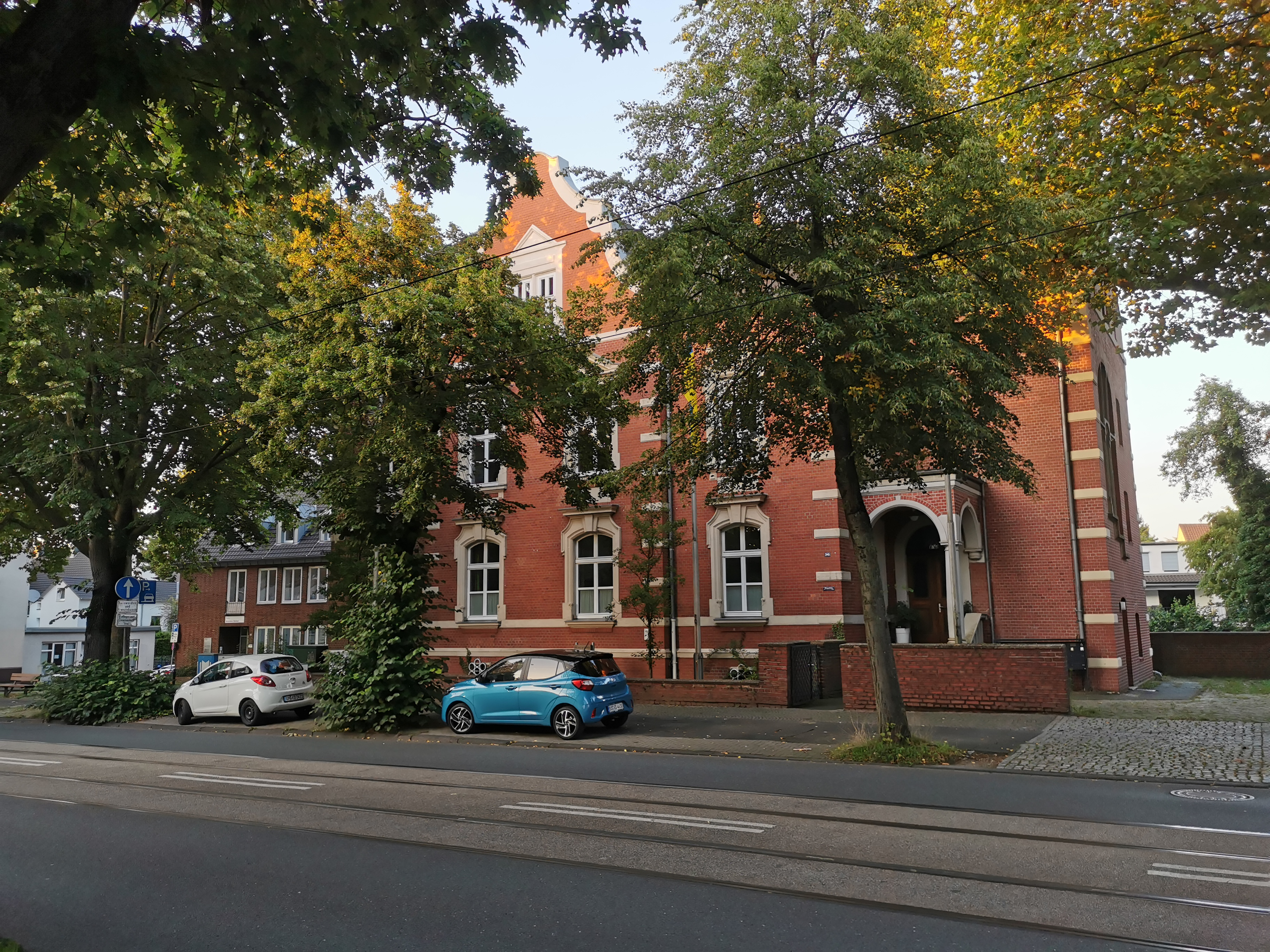
Das Amtshaus Weitmar, Sitz der Bezirksverwaltung Bochum-Südwest in Weitmar-Mitte

Ab 1892 gab es das Amt Weitmar, nachdem die Landgemeinde Weitmar vom Amt Bochum II (Süd) abgetrennt worden war. Am 28. August 1899 erfolgte dann die Einweihung des neuen Amtshauses, welches heute noch als Bezirksverwaltungsstelle genutzt wird. Auf Initiative des Amtsmann Heinrich König hin wurde von 1924 der Kommunalfriedhof Weitmar angelegt. Anlass war die Weigerung der Kirchen Gefallene des Ruhraufstands aus Weitmar auf ihren Friedhöfen zu beerdigen.
Durch die kommunale Neugliederung des gesamten Rheinisch-Westfälischen Industriebezirks wurde die Amtsgemeinde Weitmar am 1. April 1926 der Stadt Bochum zugesprochen. In der gleichen Neuordnung kamen Teile der Gemeinden Eppendorf, Höntrop Westenfeld zu Bochum, auf welchen das Röhrenwerk Höntrop und die Zeche Engelsburg, beides Besitz des Bochumer Vereins, lagen. Die eingemeindeten Teile von Eppendorf und Höntrop wurden der Gemarkung Weitmar zugeordnet. Da keine räumlichen oder kirchlichen Verbindungen existieren, sorgt dies manchmal für Missverständnisse.
In der NS-Zeit befanden sich in Weitmar auch etliche Zwangsarbeiterlager, so z. B. im Weitmarer Holz, an der Zeche Engelsburg, sowie ein Lager des Bochumer Vereins in den Sauren Wiesen. Bei dem Bombenkrieg kamen auch etliche Bewohner aus Weitmar ums Leben, 80 von ihnen ruhen auf dem Kommunalfriedhof. Im Bochumer Süden, Weitmar, Dahlhausen und Linden fanden noch am 14. bis 16. April die letzten Gefechte auf Bochumer Boden statt, nachdem die US-amerikanischen Truppen bereits am 10. April das Bochumer Rathaus besetzt hatten.
1946 wird die Volkssternwarte der VHS in Sundern eröffnet, die spätere Sternwarte Bochum. Nach dem Start des ersten künstlichen Erdsatelliten am 4. September 1957, Sputnik 1, wurden dessen Signale am 7. Oktober 1957 in Bochum empfangen. Durch die mediale Aufmerksamkeit ist die Sternwarte weithin bekannt geworden.

## Bevölkerung
Am 31. Dezember 2024 lebten 28.776 Einwohner in Weitmar (Gesamtwert Weitmar-Mitte und Weitmar-Mark).
Strukturdaten der Bevölkerung in Weitmar (Gesamtwerte Weitmar-Mitte und Weitmar-Mark):
- Minderjährigenquote: 14,5 % [Bochumer Durchschnitt: 15,2 % (2024)]
- Altenquote (60 Jahre und älter): 32,8 % [Bochumer Durchschnitt: 29,3 % (2024)]
- Ausländeranteil: 11,0 % [Bochumer Durchschnitt: 17,0 % (2024)]
- Arbeitslosenquote: 7,3 % [Bochumer Durchschnitt: 8,9 % (2017)]

## Grünanlagen
Vom einstigen Waldreichtum stellt das Weitmarer Holz nur noch einen Rest dar; heute ist es Ziel für Ausdauersportler und Spaziergänger. Im angrenzenden Schlosspark Bochum befindet sich das Haus Weitmar. Das zusammenhängende Dürertal und Wiesental bilden einen sich bis zum Wiemelhauser Ortsteil Ehrenfeld ziehenden Grüngürtel. Als Fuß- und Radweg verbindet eine ehemalige Eisenbahntrasse, die Springorumtrasse, verschiedene Ortsteile im Bochumer Süden. Weiterhin gibt es das Parkband West, welches den Schlosspark mit Eppendorf, Engelsburg und dem Westpark verbindet.

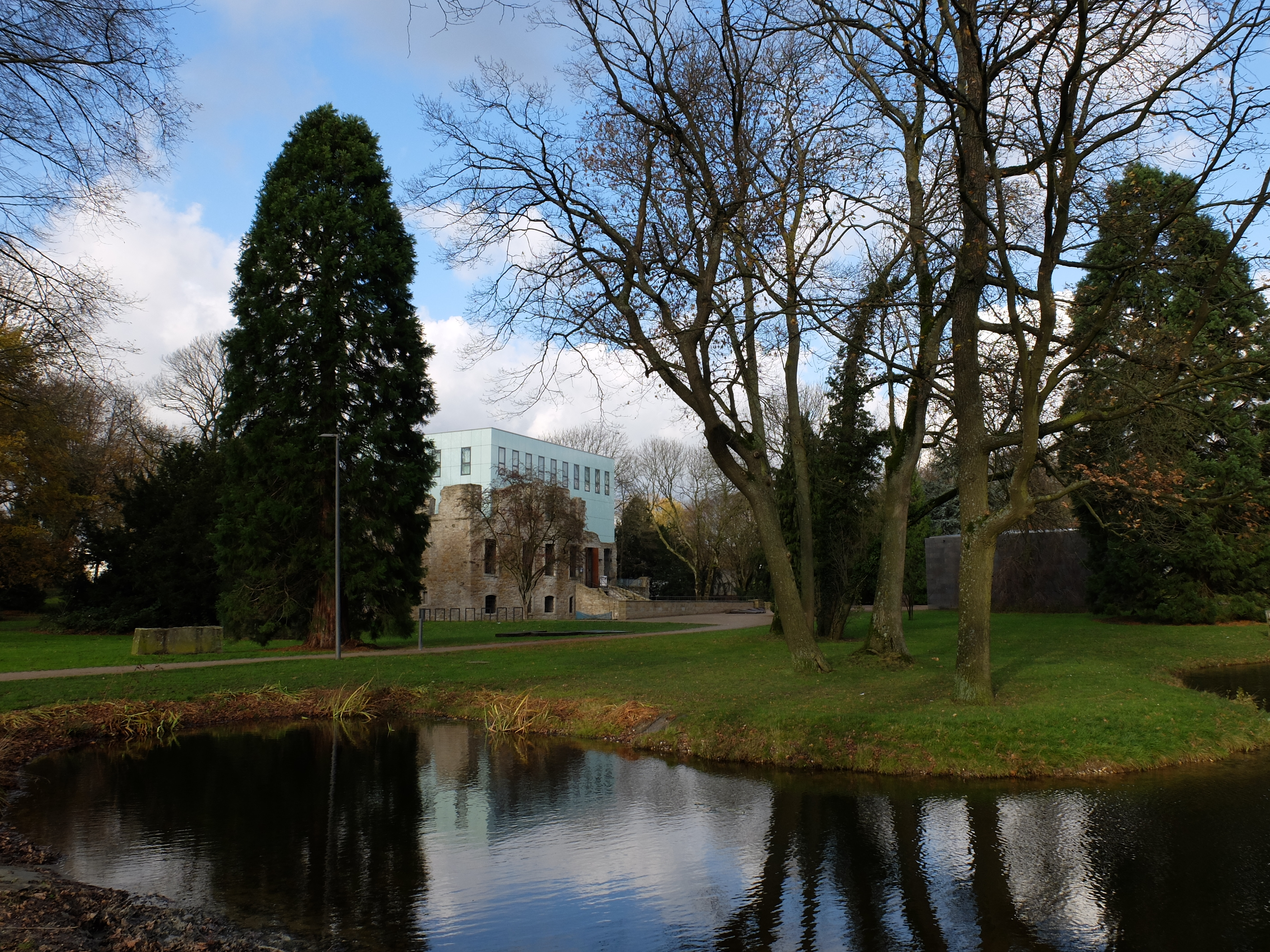
Haus Weitmar und Situation Kunst
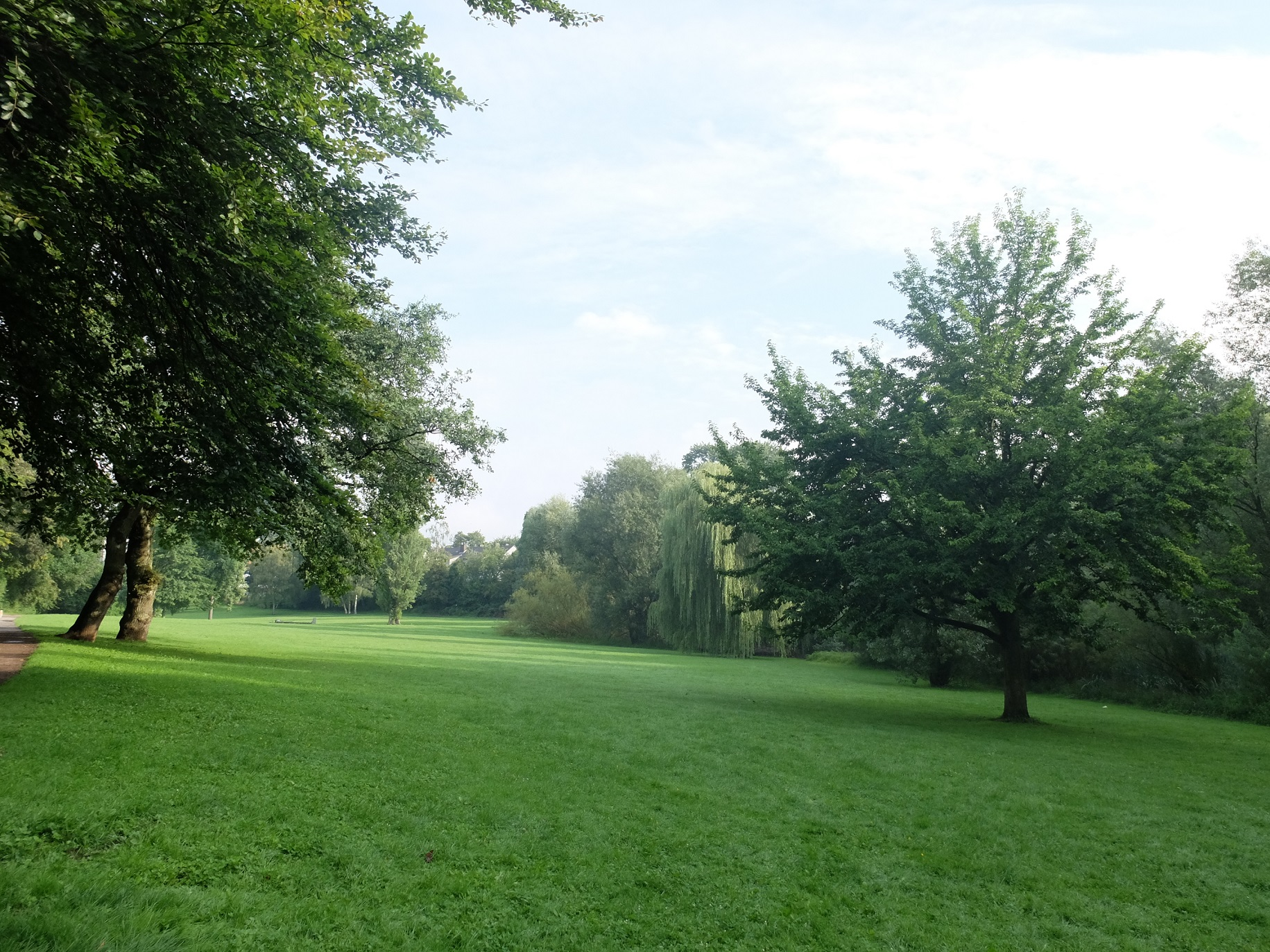
Wiesental (Blick nach Süden)
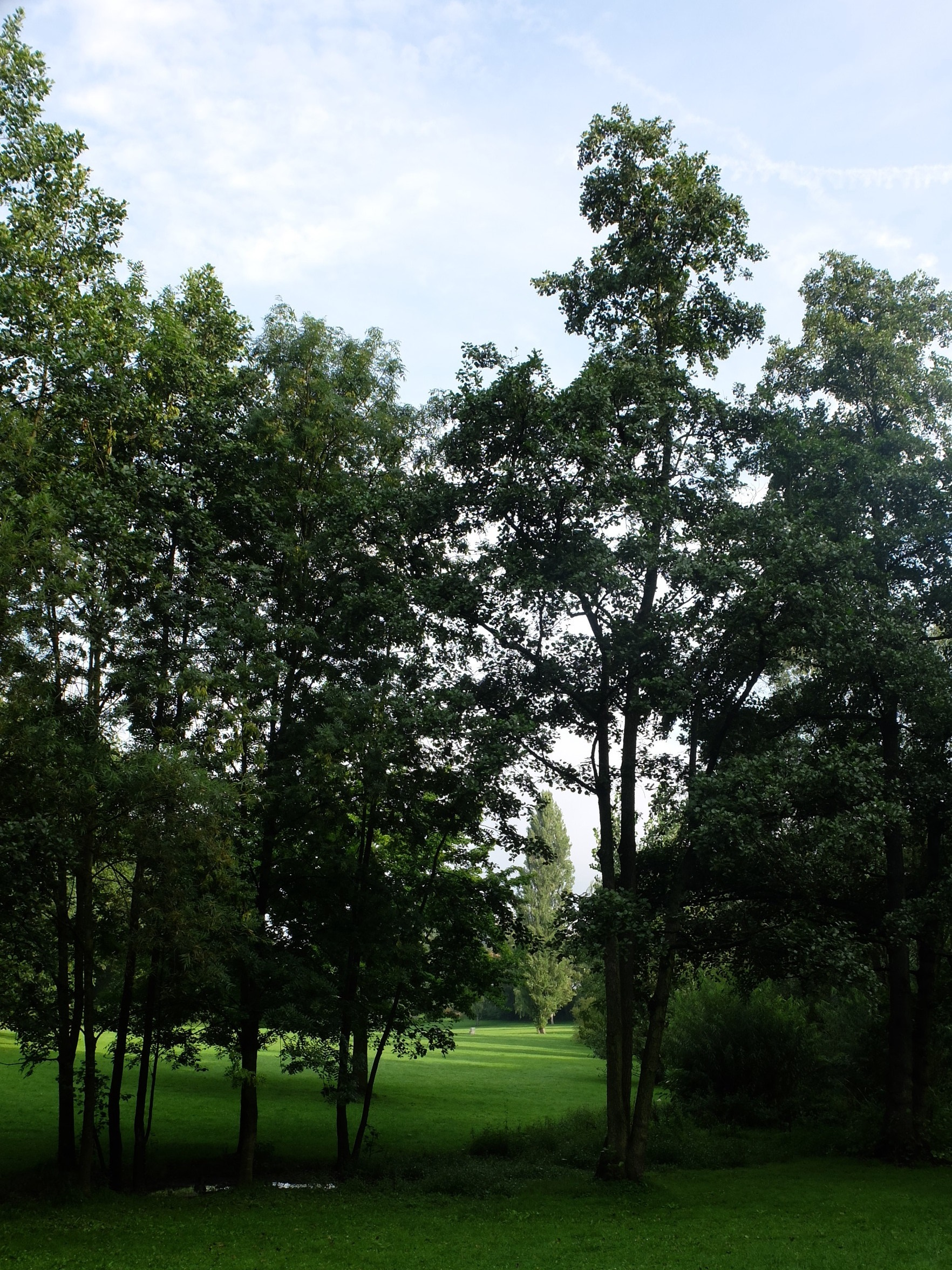
Wiesental (Blick nach Norden)
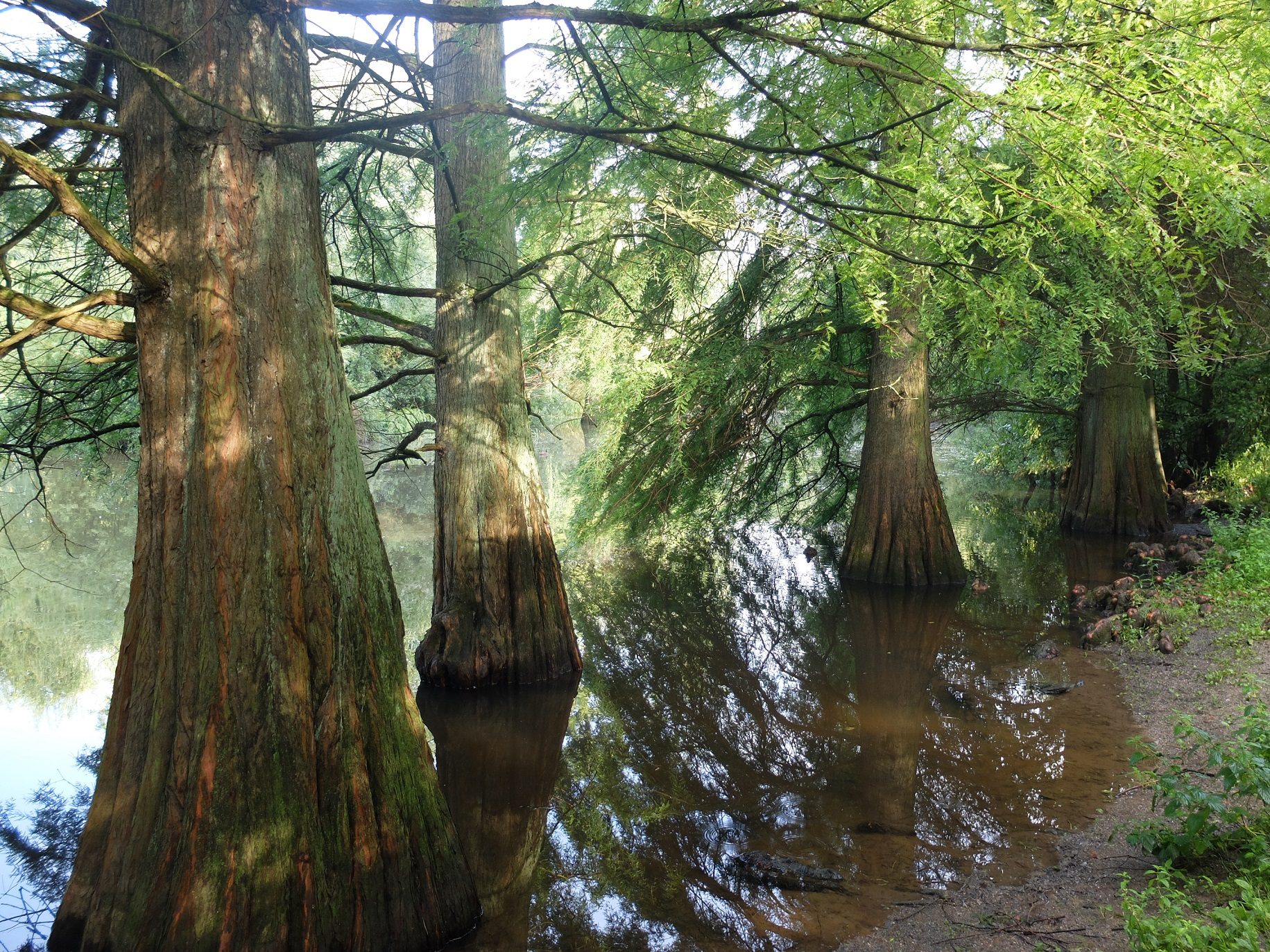
Teich im Wiesental

## Schlosspark mit Haus Weitmar

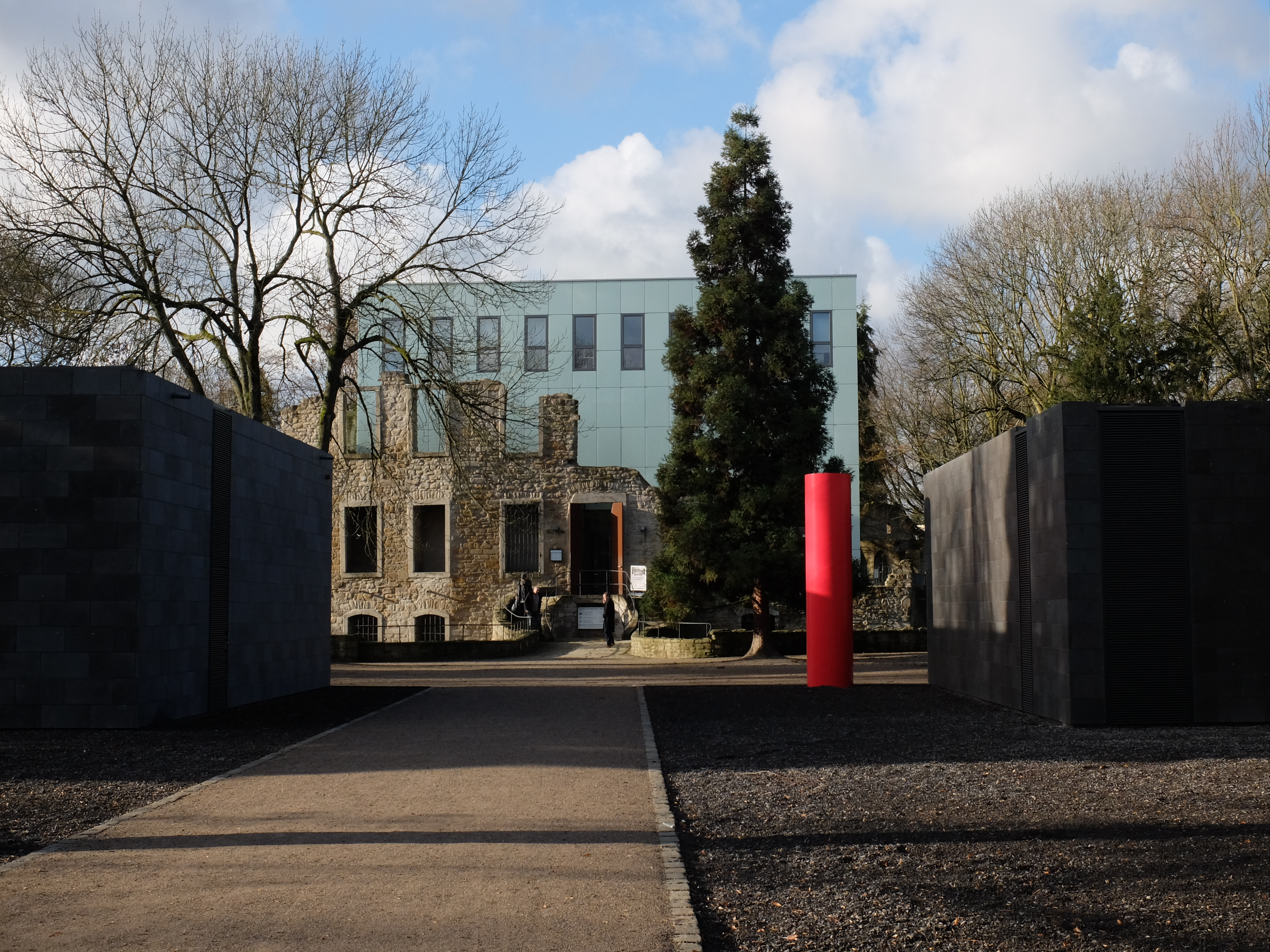
Haus Weitmar, Situation Kunst und Museum unter Tage

Der Schlosspark von Haus Weitmar ist an ein Naherholungsgebiet angeschlossen, das vom Planungsgebiet einer neuen Ruhrgebietsautobahn, der DüBoDo, tangiert wird. Vom Haus selbst ist seit dem Zweiten Weltkrieg nur noch eine Ruine erhalten. In dem Park wurden seit den 1990er im Sommer Stücke von Shakespeare von den Schülern der Bochumer Schauspielschule aufgeführt, welches 2022 wieder aufgenommen wurde. Eine der Kunstsammlungen der Ruhr-Universität Bochum, die „Situation Kunst (für Max Imdahl)“ mit dem Museum unter Tage, sowie die „galerie m“ liegen am Schlosspark.

## Bergbau, Industrie und Verkehr

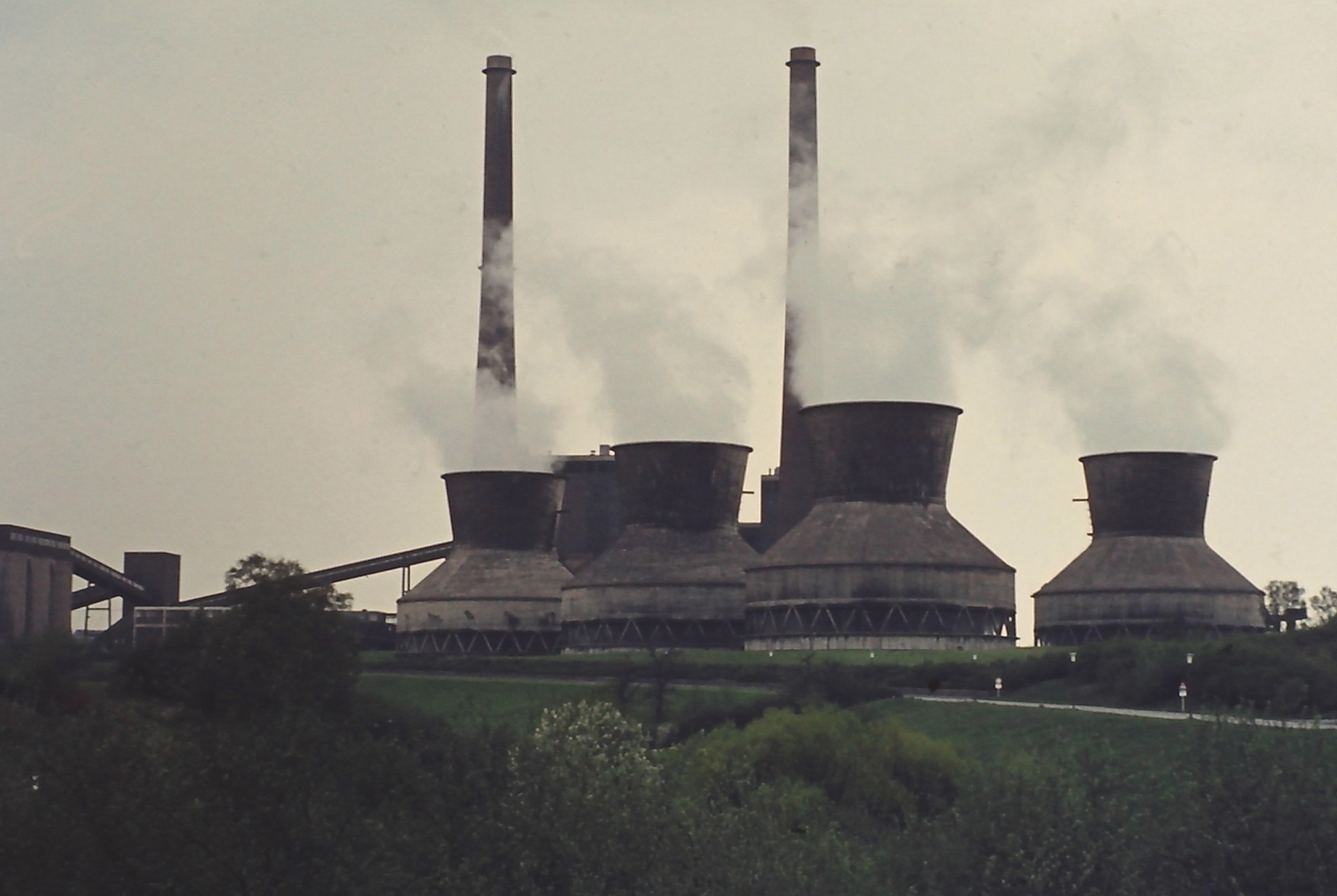
Kraftwerk Springorum (um 1975)

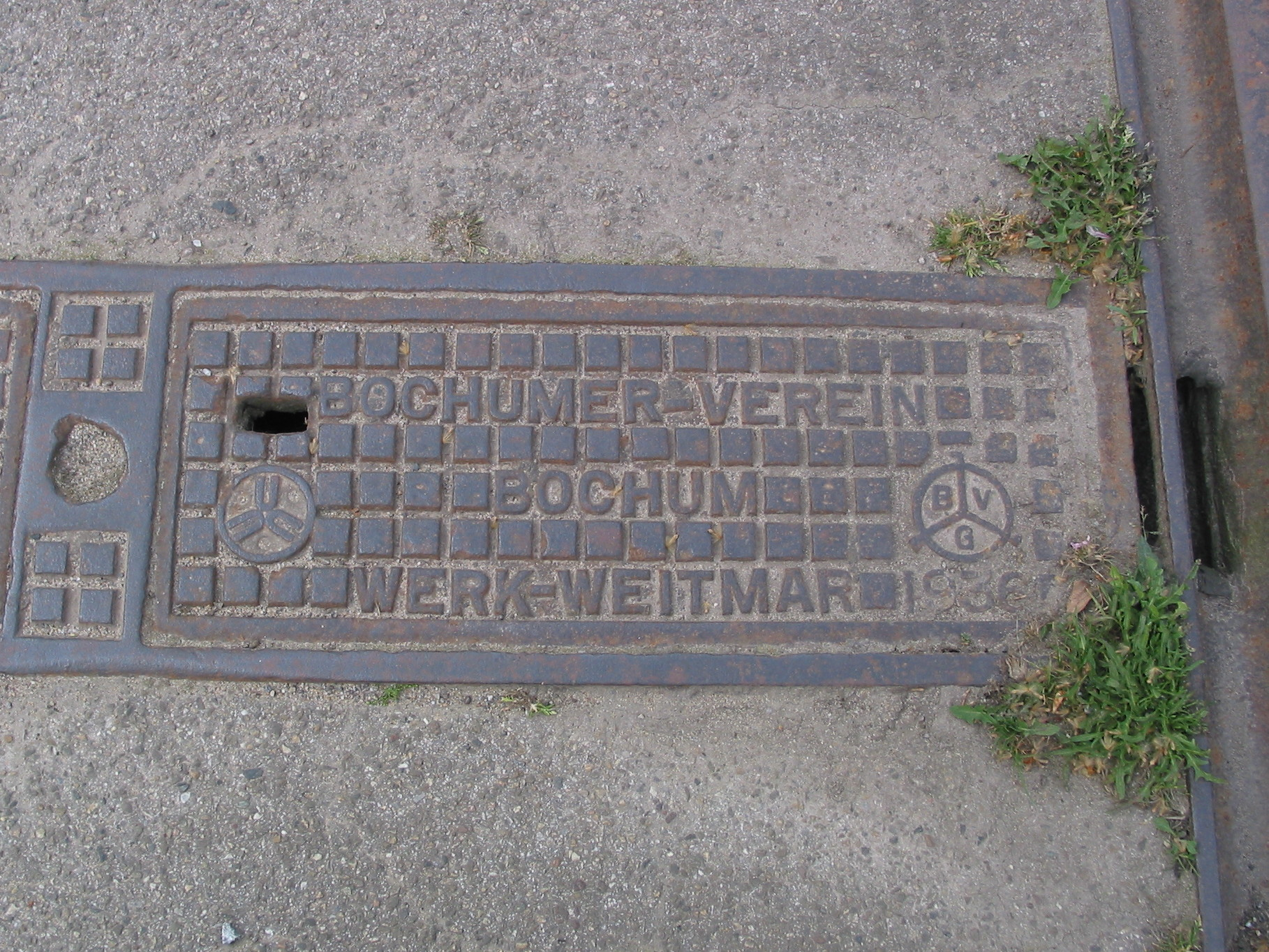
Erzeugnis der Rombacher Hütte

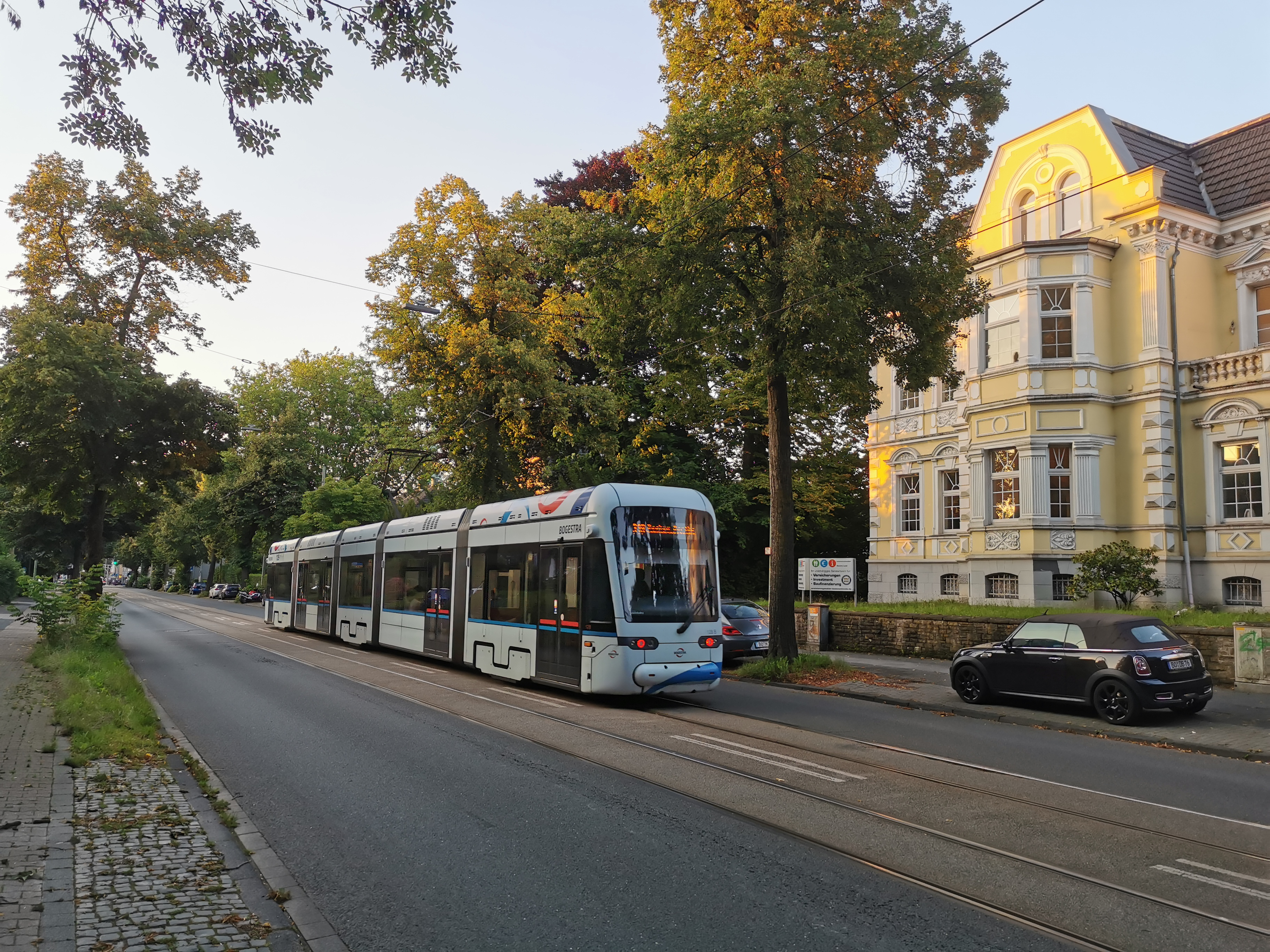
Die Hattinger Straße in Weitmar-Mitte mit Straßenbahnlinie 318 und einem historischen Wohnhaus.

Weitmar, unweit des Ruhrufers gelegen, war eines der frühesten Bergbaureviere auf dem Areal der Stadt Bochum. Etliche restaurierte Stollenmundlöcher, Pingen und andere Hinterlassenschaften des Bergbaus erinnern an diese Zeit. Dazu gehört auch das in große Teile des Weitmarer Holzes und am Baaker Berg durch frühen Bergbau und undokumentierten Abbau nach den Weltkriegen Einsturzgefahr durch Bergschäden besteht. Auch gab es am Baaker Berg mit dem Rauendahler Schiebeweg eine der ersten Eisenbahnen im deutschsprachigen Raum.
Jahrhundertelanger Stollenbergbau fand dann seine Fortsetzung in einer Handvoll Tiefbauschächte, so die Zeche Prinz Regent, die Zeche Vereinigte General & Erbstollen oder die Zeche Brockhauser Tiefbau, deren Malakow-Turm heute noch zu den Wahrzeichen von Weitmar gehört. Auf der Zeche Carl-Friedrich ereignete sich 1917 ein riss eines Förderkorbs. 41 Bergleute kamen um, 15 Bergleute sind auf dem evangelischen Friedhof an der Blumenfeldstraße beigesetzt. Durch die Eingemeindung von 1926 kam auch die Zeche Engelsburg zu dem Gebiet des Stadtteils.
Die wichtigste Straße mit fast tausend Hausnummern ist die Hattinger Straße. Sie ist mit einer Strecke von 8.473 Metern nach der Universitätsstraße die zweitlängste Straße in Bochum. Die Geschichte der Straße soll schon auf den Hilinciweg zurückreicht. Die Hattinger Straße war Teilstück der Bundesstraße 51 von Bremen nach Saarbrücken bis zu ihrer Herabstufung Ende 2009.
Außerdem war Weitmar bekannt für sein Stahlwerk Rombacher Hütte des Bochumer Vereins wie auch für die Westfälischen Stahlwerke. Im Gewerbegebiet befindet sich früher unter anderem die überregional bekannte Großraumdiskothek Tarm Center. Diesem folgten Polonia Palais, Rombach’s, Exhibition und der Club Taksim, die Immobilie steht aber zur Zeit leer.
Westlich der Holtbrügge befand sich bis Jahre nach dem Zweiten Weltkrieg eine große städtische Ziegelei.
Der Bahnhof Bochum-Weitmar lag an der Bahnstrecke Essen-Überruhr–Bochum-Langendreer und der Bahnstrecke Bochum Nord–Bochum-Weitmar.
Die vielen stillgelegten Eisenbahnstrecken wie zum Beispiel der Hasenwinkeler Kohlenweg (zur Zeche Hasenwinkel in Dahlhausen) zeugen von seiner frühindustriellen Bedeutung. Weitmar besaß seit 1870 einen eigenen Bahnhof an dieser Trasse, die über Zeche Prinz Regent an eine 3,92 km lange Strecke via Wiemelhausen an den Bahnhof Bochum Nord angebunden war. Der Personen- und Gepäckverkehr wurde von der Königlichen Eisenbahndirektion in Essen jedoch am 1. Mai 1906 eingestellt. Heute dient diese nahezu schnurgerade Trasse als innerstädtischer Fahrrad- und Fußgängerweg.
Personenverkehr auf der Schiene gibt es in Weitmar nur noch auf der Hattinger Straße auf der Straßenbahnlinie 308/318 von Gerthe nach Hattingen bzw. Dahlhausen. Es existiert eine Anschlussstelle der Bundesautobahn 448.

## Kirchen

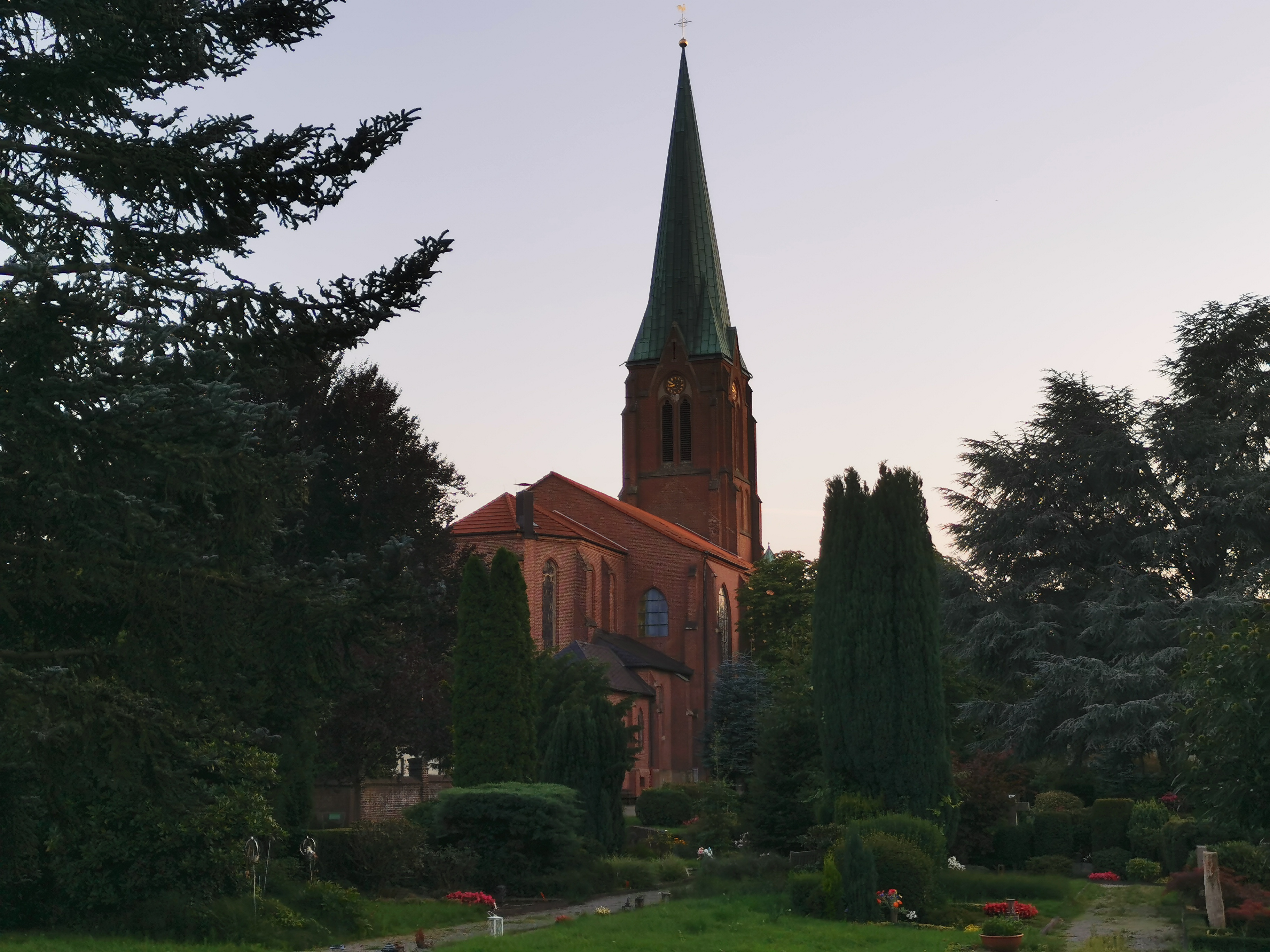
Die St. Franziskuskirche im Abendlicht, Bochum-Weitmar

Die evangelische Matthäuskirche wurde 1868 eingeweiht, im Zweiten Weltkrieg zerstört und 1953 wieder aufgebaut.
1883 begann der Bau der katholischen Kirche St. Franziskus, die die damalige Kapelle der 1863 gegründeten Pfarrei ersetzte. Sie wurde am Palmsonntag 1885 gesegnet. Am 9. Oktober 1944 wurde sie bei einem Luftangriff fast vollständig zerstört, lediglich der Turm blieb stehen. Nachdem 1946 in den Ruinen eine Notkirche errichtet worden war, begann drei Jahre später der Bau der heutigen Kirche.
Die katholische Heimkehrer-Dankeskirche unter dem Patrozinium der Heiligen Familie wurde auf Initiative des Vikars August Halbe von 1956 bis 1959 gebaut. Seit 2005 steht sie unter Denkmalschutz. Seit 2009 ist sie Filialkirche von St. Franziskus. 2016 wurde in der Kirche eine Gedenkstätte eingerichtet, die an Abbé Franz Stock erinnert.
Die katholische Vierzehnheiligen-Kirche am Graffring in Bärendorf wurde 1956/1957 nach Plänen von Kurt Hubert Vieth erbaut. Die südliche Fassade war als Wandbild aus Terrazzo gestaltet, das die namengebenden vierzehn Nothelfer zeigte. 2010 wurde die Kirche geschlossen und es den Gemeindemitgliedern untersagt, darin weiterhin Wortgottesdienste zu halten. Im Frühjahr 2014 wurde die Kirche abgerissen. Bitterkeit löste auch aus, dass das große Kreuz über dem Altar beim Abriss im Bauschutt lag.

## Sport
Weitmar ist heute noch die Heimat von vier Fußballvereinen:
- SV Blau-Weiß Weitmar 09 (gegründet 1909) ist 2001 aus einer Fusion von Westfalia Weitmar und SG Blau-Weiß Weitmar entstanden. Westfalia Weitmar war lange Zeit die sportliche 'Nr. 1' am Ort und nahm einmal am DFB-Pokal teil. Die Sportanlage Erbstollen ist wie die gleichnamige Stichstraße nach der einst direkt nebenan beheimateten Zeche Carl Friedrich Erbstollen benannt. In den Jahren 1985–1986 wurde die 1. Mannschaft vom späteren Bundesligatrainer Peter Neururer trainiert. Mit Annike Krahn brachte die Westfalia eine spätere Weltmeisterin hervor.
- DJK Rasensport Weitmar entstand 1909 als Sportgruppe der katholischen Kirchengemeinde und gehört bis heute dem Sportverband Deutsche Jugendkraft an. „Rasensport“ teilt sich den Kunstrasen am Waldschlösschen mit dem
- SC Weitmar 45. Der aktuelle Bezirksligist entstand bereits 1928 als „Sparta Blumenfeld“ und war die Mannschaft der Bergleute der Zeche Vereinigte General & Erbstollen. Der Verein verfügt über eine Kunstrasenplatzanlage.
- Genclerbirligi Weitmar ist der Verein der türkischen Gastarbeiter. Der Vereinsname bedeutet etwa 'Jugendvereinigung'.

Der Tischtennisverein TTG Weitmar-Munscheid spielte 2002/03 in der Bundesliga. Als Weitmarer TTC Bochum ist der Verein noch immer mit mehreren Mannschaften im Tischtennissport vertreten.

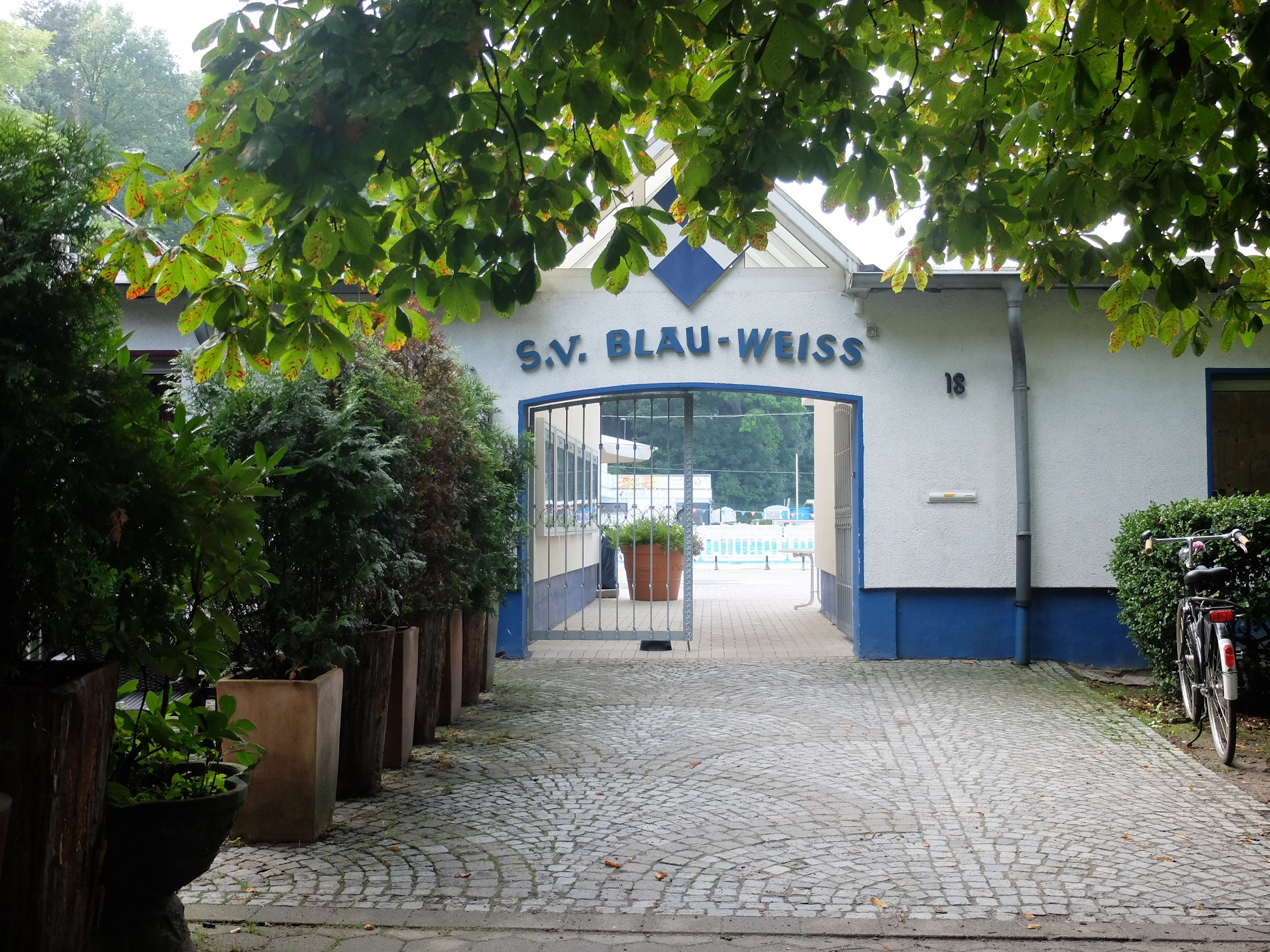
Eingang des Schwimmbads des SV Blau-Weiß Bochum von 1896 e. V. im Wiesental

Im Grüngebiet Wiesental ist mit dem SV Blau-Weiß Bochum einer der größten deutschen Schwimmvereine beheimatet.

## Schulen
Nachdem die städtische Brantrop-Grundschule 2012 geschlossen und 2015 abgerissen wurde, bestehen in Weitmar noch die fünf Grundschulen
- Matthias-Claudius-Grundschule (privat)
- Natorpschule (städtisch)
- Neulingschule (städtisch)
- Sonnenschule (städtisch)
- Carolinenschule (privat)

und die beiden Gesamtschulen
- Matthias-Claudius-Gesamtschule (privat)
- Carolinenschule (privat).

## Persönlichkeiten
Der von den Nationalsozialisten 1943 ermordete Kommunalpolitiker (SPD) und Widerstandskämpfer Heinrich König wurde 1886 in Weitmar geboren. Von 1919 bis 1924 war er der erste sozialdemokratische Gemeindevorsteher Weitmars und danach bis zur Eingemeindung Weitmars nach Bochum am 1. April 1926 Amtsverordneter des Amtes Weitmar. Auf seine Initiative hin wurde von 1924 bis 1925 der ans Weitmarer Holz grenzende Kommunalfriedhof Weitmar angelegt. Auf diesem befindet sich sein Grab sowie eine an ihn erinnernde Gedenkstätte, die zu seinem 90. Geburtstag 1976 eingeweiht wurde. Die von der Hattinger Straße nach Weitmar-Mark führende Heinrich-König-Straße führt an dem Friedhof vorbei. Am Amtshaus Weitmar in Weitmar-Mitte erinnern eine Gedenktafel und eine Infotafel an König.